# 我仍在此
《我生如是繼續》（葡萄牙語：Ainda Estou Aqui）是2024年上映的政治传记片，由法国和巴西合拍，華特·薩勒斯执导，穆里洛·豪瑟和赫克托·洛雷加编剧，费尔南达·托雷斯和費爾蘭德·蒙特納哥主演，改编自马塞洛·鲁本斯·派瓦2015年出版的同名回忆录。故事发生在巴西軍人獨裁統治時期，讲述异见分子鲁本斯·派瓦被当局强迫失踪后，其妻子尤妮丝·派瓦不懈寻找的过程。电影于2024年11月7日在巴西院线上映，由索尼影业发行发行，上映后曾被否认军政府统治独裁的巴西极右翼分子抵制，但未成功。凭借150万美元的制片成本，电影斩获2200万美元的票房，成为COVID-19疫情以来票房最高的巴西电影。
电影于2024年9月1日在第81屆威尼斯影展全球首映，获得一致好评，其中托雷斯的表演获得赞赏，电影则获得最佳剧本奖。电影还入选2024年美国国家评论协会奖年度五大国际电影。在第82届金球奖上，主演托雷斯获得剧情类电影最佳女主角奖，电影提名最佳外語片。此外还提名第30届评论家选择奖最佳外語片、第78屆英國電影學院獎最佳外語片、第97屆奧斯卡金像獎最佳国际影片奖、最佳女主角奖（托雷斯）和最佳影片奖，成为第一部提名奥斯卡最佳影片奖的巴西电影。

## 剧情
1970年，前巴西众议员鲁本斯·派瓦结束流亡生活，回到里约热内卢。自1964年巴西政變以来，他的国会议员身份被撤销，此后六年一直逃亡在外。鲁本斯与妻子尤妮丝住在莱布隆海滩附近一所充满田园风光的房子，育有五个孩子。鲁本斯回归公务员工作，继续支持滞留在巴西的外籍人士，但从不与家人讨论自己的动向。
瑞士大使遭极左革命运动分子绑架后，巴西政局动荡迫在眉睫。1971年1月，军方闯进家门，将鲁本斯带走，鲁本斯从此不知所踪。尤妮丝公开质疑丈夫去向，结果被当局监禁了12天，期间还收到严刑拷打。尚在青春期的女儿埃利安娜（Eliana）也被带走，关了一天后获释。在鲁本斯亲朋好友的带动下，舆论开始关注鲁本斯的动向，最终尤妮丝藉由地下管道得知他的下落。
1996年，也就是25年后，巴西已经转型为民主国家，尤妮丝从当局手中收到鲁本斯的死亡证明。2014年，尤妮丝与子嗣共聚天伦，彼时她已经进入阿爾茨海默病晚期。新闻报道国家真相委员会已经解决了鲁本斯的案件，心烦意乱的尤妮丝开始回忆过去。
片尾字幕显示，鲁本斯于1971年1月21日（或22日）在資訊作战部内部防御作战中心遇害，共有五人应为事件负责，但他们迄今未被起诉。尤妮丝48岁从法学院毕业，之后历任巴西联邦政府、世界银行和联合国顾问，是土著权利领域少有的专家。2018年，尤妮丝去世，享寿89岁。

## 演员
- 费尔南达·托雷斯 饰 尤妮丝·派瓦[18]
  - 費爾蘭德·蒙特納哥 饰 老年尤妮丝
- 赛尔顿·梅罗（英语：Selton Mello） 饰 鲁本斯·派瓦
- 吉列尔梅·西尔韦拉（Guilherme Silveira）饰 马塞洛·鲁本斯·派瓦
  - 安东尼奥·萨博亚（Antonio Saboia）饰 成年马塞洛
- 瓦伦蒂娜·赫尔扎格（英语：Valentina Herszage） 饰 薇拉·派瓦（Vera Paiva）
  - 玛丽亚·曼努埃拉（Maria Manoella）饰 成年薇拉
- 路易莎·科索夫斯基（Luiza Kosovski）饰 埃利安娜·派瓦（Eliana Paiva）
  - 馬喬里·德奧利維拉 饰 成年埃利安娜
- 芭芭拉·鲁兹（Barbara Luz）饰 纳卢·派瓦（Nalu Paiva）
  - 加布里埃拉·卡尔内鲁·达库尼亚（Gabriela Carneiro da Cunha）饰 成年纳卢
- 科拉·莫拉（Cora Mora）饰 玛丽亚·贝娅特丽斯·法乔拉·派瓦（Maria Beatriz Facciolla Paiva）
  - 奥利维娅·托雷斯（英语：Olívia Torres） 饰 成年玛丽亚
- 皮莉·埃伦娜（Pri Helena）饰 玛丽亚·何塞（Maria José）
- 温贝托·卡拉奥（英语：Humberto Carrão） 饰 费利克斯（Félix）
- 梅芙·金琴丝（英语：Maeve Jinkings） 饰 达尔瓦·加斯帕里安（Dalva Gasparian）
- 卡约·霍洛维茨（英语：Caio Horowicz） 饰 里卡多·戈麦斯·皮姆帕奥（Ricardo Gomes Pimpão）
- 卡米拉·马尔蒂拉（英语：Camila Márdila） 饰 达拉尔·阿契卡（英语：Dalal Achcar）
- 查尔斯·弗里克斯（Charles Fricks）饰 费尔南多·加斯帕里安（Fernando Gasparian）
- 卢安娜·纳斯塔斯（Luana Nastas）饰 埃伦娜·加斯帕里安（Helena Gasparian）
- 伊莎多拉·鲁珀特（Isadora Ruppert）饰 劳拉·加斯帕里安（Laura Gasparian）
- 丹尼尔·丹塔斯（英语：Daniel Dantas (actor)） 饰 劳尔·瑞夫（Raul Ryff）
- 玛伊特·帕迪利亚（Maitê Padilha）饰 克里斯蒂娜（Cristina）
- 卡拉·里巴斯（Carla Ribas）饰 玛莎（Martha）
- 丹·斯蒂拉奇（英语：Dan Stulbach） 饰 博凯乌瓦·库尼亚（Bocaiuva Cunha）

## 制片
电影由穆里洛·豪瑟和赫克托·洛雷加编剧，改编自尤妮丝儿子马塞洛·鲁本斯·派瓦2015年出版的同名回忆录。豪瑟曾在巴西导演凱里·阿努茲执导电影《看不见的女人》（2019年）中担任联合编剧，该片改编自玛莎·巴特尔的同名小说。
电影主体拍摄于2023年6月在巴西里约热内卢启动。电影由VideoFilmes和RT Features制作，MACT Productions、Arte France Cinéma、Conspiração和Globoplay联合制作。

## 发行

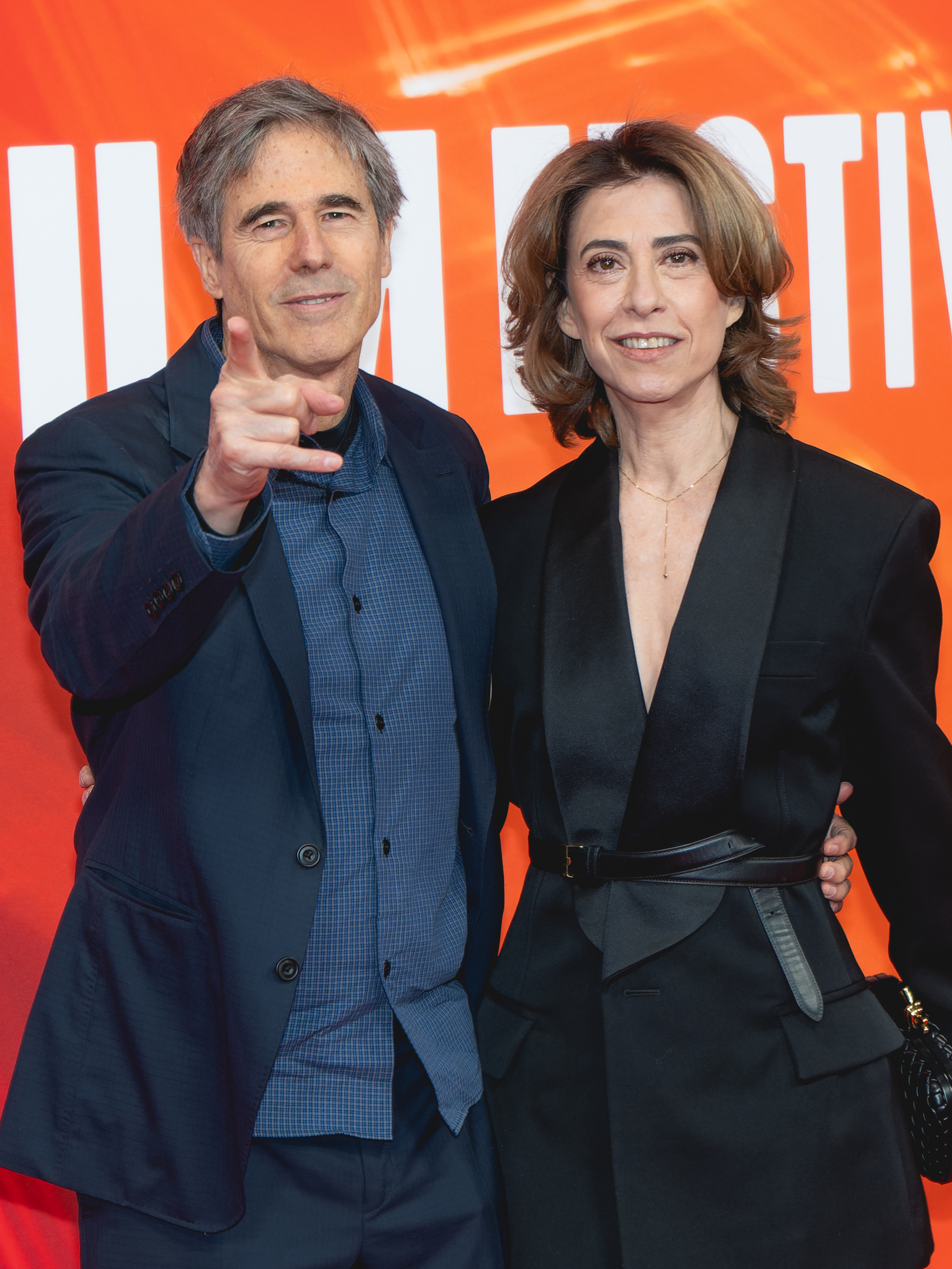
导演華特·薩勒斯与主演费尔南达·托雷斯在2024年伦敦电影节宣传电影

2024年5月，索尼经典电影在戛纳电影市场买下电影北美、中东、东欧、土耳其、葡萄牙、澳大利亚、新西兰地区发行权。
电影于2024年9月1日在第81屆威尼斯影展全球首映，获全场起立鼓掌10分钟。电影入选主竞赛单元，争夺金獅獎，最终获得最佳劇本獎。2024年9月至10月，电影接连在多伦多国际电影节、纽约电影节和伦敦电影节放映。电影于2024年9月在第八届平遙國際電影展亚洲首映，导演薩勒斯获卧虎藏龙东西方交流贡献荣誉。2025年1月，电影在第54届鹿特丹国际电影节聚光灯单元放映。
2024年9月19日至25日，电影在巴西萨尔瓦多小规模放映，以迎合第97屆奧斯卡金像獎最佳国际影片奖提名资格。2024年11月7日，电影在巴西公映，由索尼影业发行公司发行。电影于2025年1月15日在法国上映，由映欧嘉纳发行。

## 反响

### 票房
巴西上映第一天，电影获得50320名观众，累计票房110万巴西雷亚尔。尽管有巴西极右翼分子抵制，电影还是在首周末获得860万雷亚尔票房，超越上映已经三个礼拜的《猛毒最終章：最後一舞》（660万雷亚尔）和新片《紅色一號》（530万雷亚尔），空降票房榜冠军，观看人数达35.8万。
至2025年1月，电影票房观影人数突破400万，凭借1540万美元票房刷新巴西自COVID-19疫情以来的票房纪录。

### 专业评价
电影获得观众、影评人及巴西海内外媒体普遍好评，其中主演托雷斯的表演获得赞赏。
根据評論匯總网站爛番茄汇总的114篇评论文章，96%的评论家给予该作正面评价，平均打分为8.2分（满分10分）。该网站总结的评论家共识是“在费尔南达·托雷斯精彩演绎下，《我生如是繼續》透过一个家庭寻找答案的故事，深刻地探讨了一个国家动荡的故事。”在Metacritic上，34位影評人共給予了86分的分數（滿分100分），這部電影獲得了「一致好評」。

### 奖项
在第82届金球奖上，电影获得最佳外語片提名，主演托雷斯获剧情类电影最佳女主角提名，是金球奖史上第一位获頒表演类奖项的巴西女演员。第78屆英國電影學院獎上，电影获最佳外語片提名。此外还为第97屆奧斯卡金像獎最佳影片奖提名而获得了最佳国际影片奖，成为第一部获奥斯卡金像的巴西电影。主演托雷斯亦成為了第二位入圍奥斯卡最佳女主角獎的巴西演員，第一位正是其母親費爾蘭德·蒙特納哥，亦有參與本片拍攝。
电影还入选2024年美国国家评论协会奖年度五大国际电影，以及英国电影杂志《视与听》的年度50大电影榜单。